# ماریو منا
ماریو منا (اسپانیایی: Mario Mena‎؛ زادهٔ ۲۸ فوریهٔ ۱۹۲۷ - درگذشته نامشخص) بازیکن فوتبال اهل بولیوی بود.
از باشگاه‌هایی که در آن بازی کرده‌است می‌توان به باشگاه فوتبال بولیوار اشاره کرد.
وی همچنین در تیم ملی فوتبال بولیوی بازی کرده‌است.